# Daniel Gallery
Daniel Gallery (13 avril 1859 - 9 novembre 1920) est un marchand et un homme politique fédéral du Québec.

## Biographie
Né à Slivedooley dans le Comté de Clare en Irlande, Daniel Gallery travailla d'abord comme marchand et commissaire municipal de Montréal avant de devenir député du Parti libéral du Canada dans la circonscription montréalaise de Sainte-Anne lors des élections de 1900. Réélu en 1904, cette dernière élection fut déclarée nulle en 1906. Tentant sans succès de revenir en politique, il fut à nouveau défait dans Sainte-Anne en 1917.